# Jakabszállás
Jakabszállás je vas na Madžarskem, ki upravno spada pod podregijo Kecskeméti Županije Bács-Kiskun.
Tu se nahaja tudi Letališče Jakabszállás.